# Chocolaterie A. Joveneau
Pour les articles homonymes, voir Joveneau.
La chocolaterie A. Joveneau est une ancienne fabrique de chocolat située à Tournai. Fondée en 1849 par Alexandre Joveneau, elle comptera dans son âge d’or plus de cent travailleurs.

## Alexandre Joveneau
Septième enfants d’un couple d’agriculteurs, Pierre Alexandre, dit Alexandre Joveneau nait à Blandain le 11 juillet 1811. Il travaille avec ses parents dans la ferme familiale jusqu’à son mariage en 1841. C’est la même année qu’il installe un premier atelier de fabrication de chocolat aux marché aux poteries, juste à côté de la cathédrale de Tournai.
En 1849, le succès est suffisant pour passer de l’artisanat à l’industrie. Alexandre Joveneau devient le troisième Belge à produire du chocolat de façon industrielle, après Adolphe Meurisse à Anvers en 1845 et Nicolas Florent Delannoy lui aussi à Tournai en 1848. L’entreprise s’installe rue de Cologne (aujourd’hui rue de l’Yser) pour quelques années. Alexandre meurt le 6 septembre 1866 laissant l’entreprise à son épouse Marie Françoise Dumoulin et à son fils Louis Arthur (dit Arthur) alors âgé de seulement 24 ans.

## Développement industriel
En 1869, une nouvelle usine est installée rue des Jésuites sous la direction d’Arthur, sa mère restant rue de Cologne pour s’occuper de la vente pendant quelques années. Arthur innove en faisant fabriquer des machines spécifiques à la fabrication de chocolat. Ces machines serviront à la production des chocolats Joveneau, mais également vendue à d’autres chocolatiers en Belgique et à l’étranger.

## Quatre générations
À la mort d’Arthur en 1910, c’est l’aîné de ses fils Alexandre qui reprend la direction de l’entreprise pour quelques années. Il décède à Bruxelles le 26 octobre 1918. C’est alors Adrien, âgé d’à peine 19 ans qui, comme son grand père une cinquantaine d’années avant lui reprend l’entreprise avec l’aide de sa mère Adrienne Van Iseghem.

## Fermeture
Préparant sa succession, Adrien Joveneau a eu neuf enfants, huit fils et une fille, chacun d’eux ayant un prénom commençant par "A" afin de coller à la marque de chocolat. Aucun d’eux ne reprendra pourtant la chocolaterie qui a fermé définitivement ses portes en 1954.